# Sobarocephala annulata
Sobarocephala annulata är en tvåvingeart som beskrevs av Axel Leonard Melander och Argo 1924. Sobarocephala annulata ingår i släktet Sobarocephala och familjen träflugor. Inga underarter finns listade i Catalogue of Life.